# Pentaria bicolor
Pentaria bicolor är en skalbaggsart som först beskrevs av Liljeblad 1918.  Pentaria bicolor ingår i släktet Pentaria och familjen ristbaggar. Inga underarter finns listade i Catalogue of Life.